# Kumulat

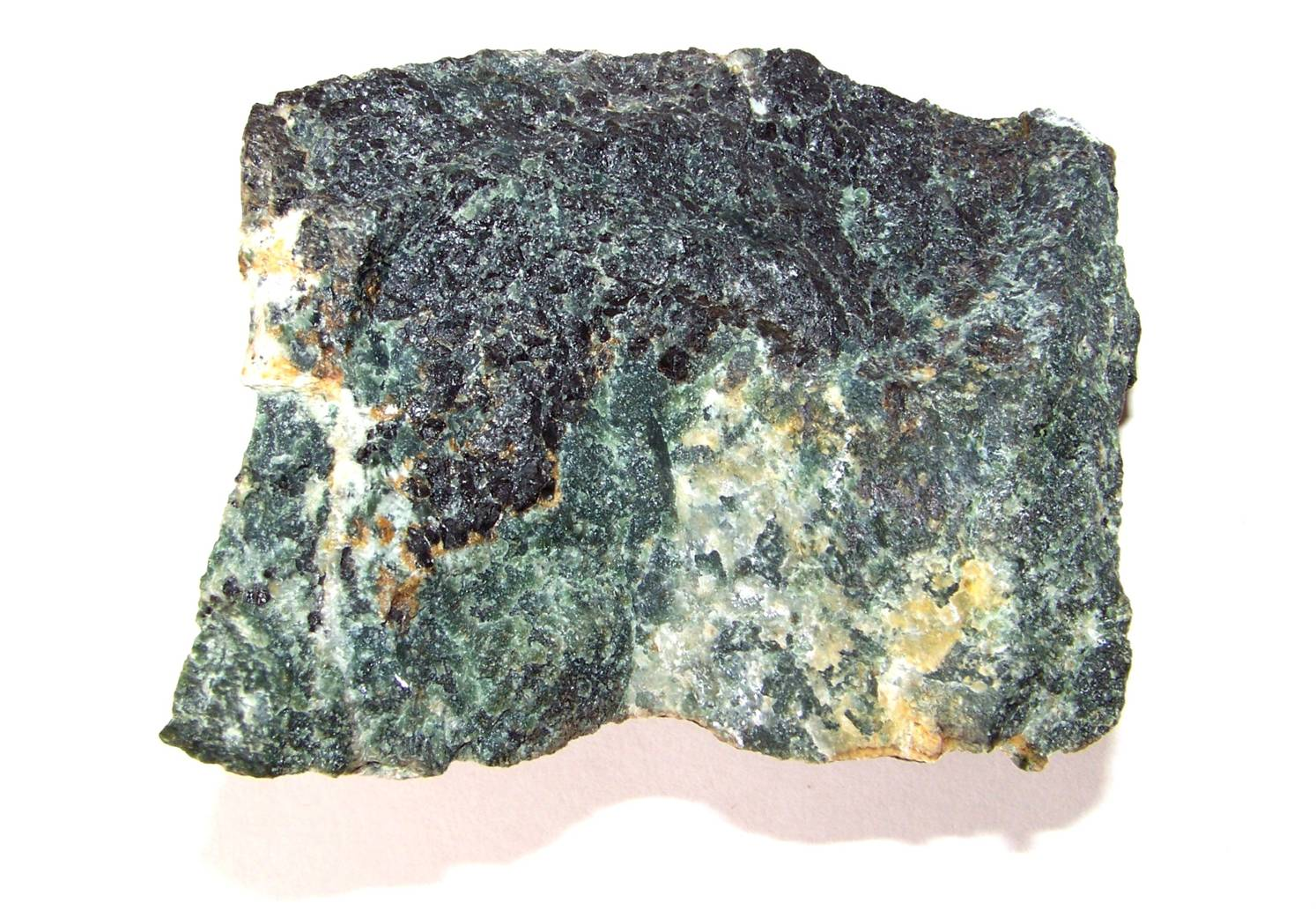
Kumulat chromitowy w zmienionym ultrabazycie. Przełęcz Tąpadła, Dolny Śląsk.

Kumulat – termin określający nagromadzenie kryształów w brzegowych lub spągowych częściach komór magmowych na skutek frakcjonacji grawitacyjnej magmy. Kumulatem nazywa się de facto skały plutoniczne powstałe w procesie kumulacji (strącania kumulatu) gdyż warstwy tych minerałów sięgają nieraz znacznych miąższości. Wytwarzają się one głównie w skałach ultrazasadowych i zasadowych (dunity, perydotyty, gabra, troktolity, anortozyty, lecz zdarzają się także w kwaśnych skałach granitoidowych. Kumulat składa się z kumulusu czyli nagromadzonych kryształów tworzących szkielet skały oraz interkumulusu, czyli mono- lub polimnineralnego materiału  wypełniającego pozycje interstycjalne pomiędzy kumulusami. Ze względu na specyficzna genezę proporcje między składnikami kumulatu są dowolne, a skład chemiczny tej magmy  nie odpowiada magmom istniejącym w przyrodzie. 

## Klasyfikacja kumulatów
- Adkumulaty zawierają ~100–93% kryształów magmowych w drobnokrystalicznej matriks.
- Mezokumulaty zawierają 93–85% kryształów magmowych w drobnokrystalicznej matriks.
- Ortokumulaty zawierają 85–75% kryształów magmowych w drobnokrystalicznej matriks.